# Привоз (Одеса)
46°28′11″ пн. ш. 30°43′57″ сх. д. / 46.46972222° пн. ш. 30.7325° сх. д.
«Привоз» — продовольчий ринок у межах історичного центру міста Одеси, Україна. На території ринку розташований комплекс будівель фруктового пасажу (чотири будівлі), які є пам'ятками культурної спадщини.

## Історія
План забудови міста передбачав наявність торговельних майданчиків подібно до Єлисейських полів. Місцем розташування торговельних майданчиків був обраний Олександрівський проспект — широка вулиця, що зв'язує одеський порт через Військовий узвіз з найбільшими ринками Одеси: Грецьким ринком і Старим ринком, що не збереглися до нашого часу. По боках проспекту мали розміщатись торгові лавки та магазини. Цей план був зруйнований архітектором Джорджо Торічеллі, який звів на вулиці Дерибасівській, на перетині зі Гаванною та Грецькою площею, так званий Будинок Торічеллі. За його прикладом Олексій Маюров звів посеред Грецької площі свій будинок Маюрова (або Круглий дім, нині — торговельно-офісний центр «Афіна»), а Йоган Ансельм звів на початку сучасного проспекту Українських Героїв Будинок Ансельма (зруйнований, на його місці — бізнес-центр «Київ»).
У 1827 році на Привізній площі був зведений величезний ринок, який спочатку був продовженням Старого ринку, і на ньому торгували в основному привізним товаром, тобто з коліс (з возів, фур та іншого), звідки й походить назва ринку — «Привоз».
У 1913 році за проєктом Федора Нестурха на ринку «Привоз» побудуваний спеціальний «Фруктовий пасаж».
Наприкінці 1990-х років був прийнятий план генеральної реконструкції ринку «Привоз» з будівництвом нових корпусів уздовж вулиць Пантелеймонівської та Преображенської. До 2007 року були завершені новий м'ясний і рибний корпуси, два нових торгово-офісних центри та комплекс магазинів уздовж вулиці Пантелеймонівської. Комплекс магазинів уздовж Пантелеймонівської дістав назву торговельний центр «Новий Привоз». До складу комплексу також увійшов готель «Чорне море».

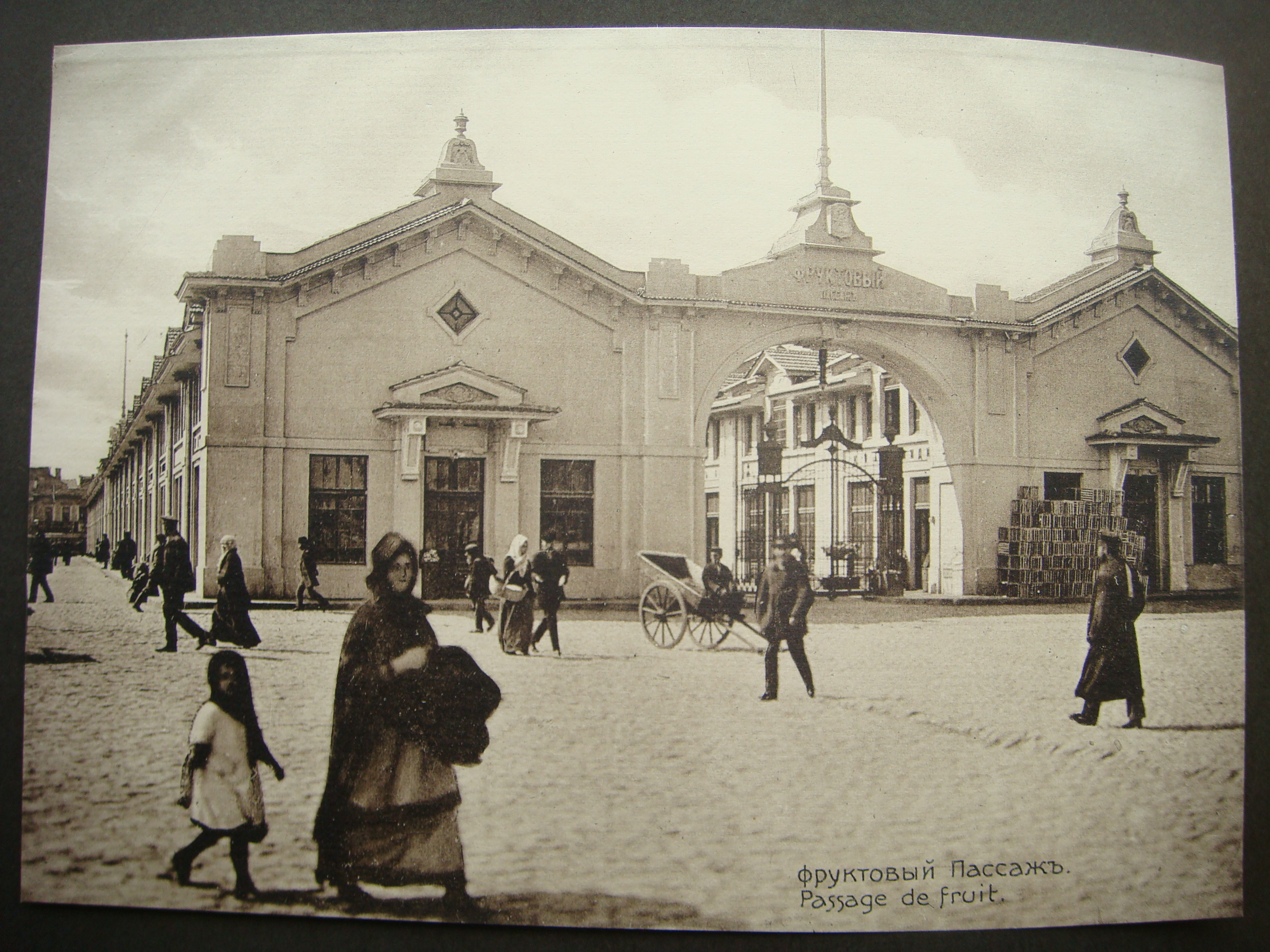
Краєвид на Фруктовий пасаж «Привозу» (початок XX століття)
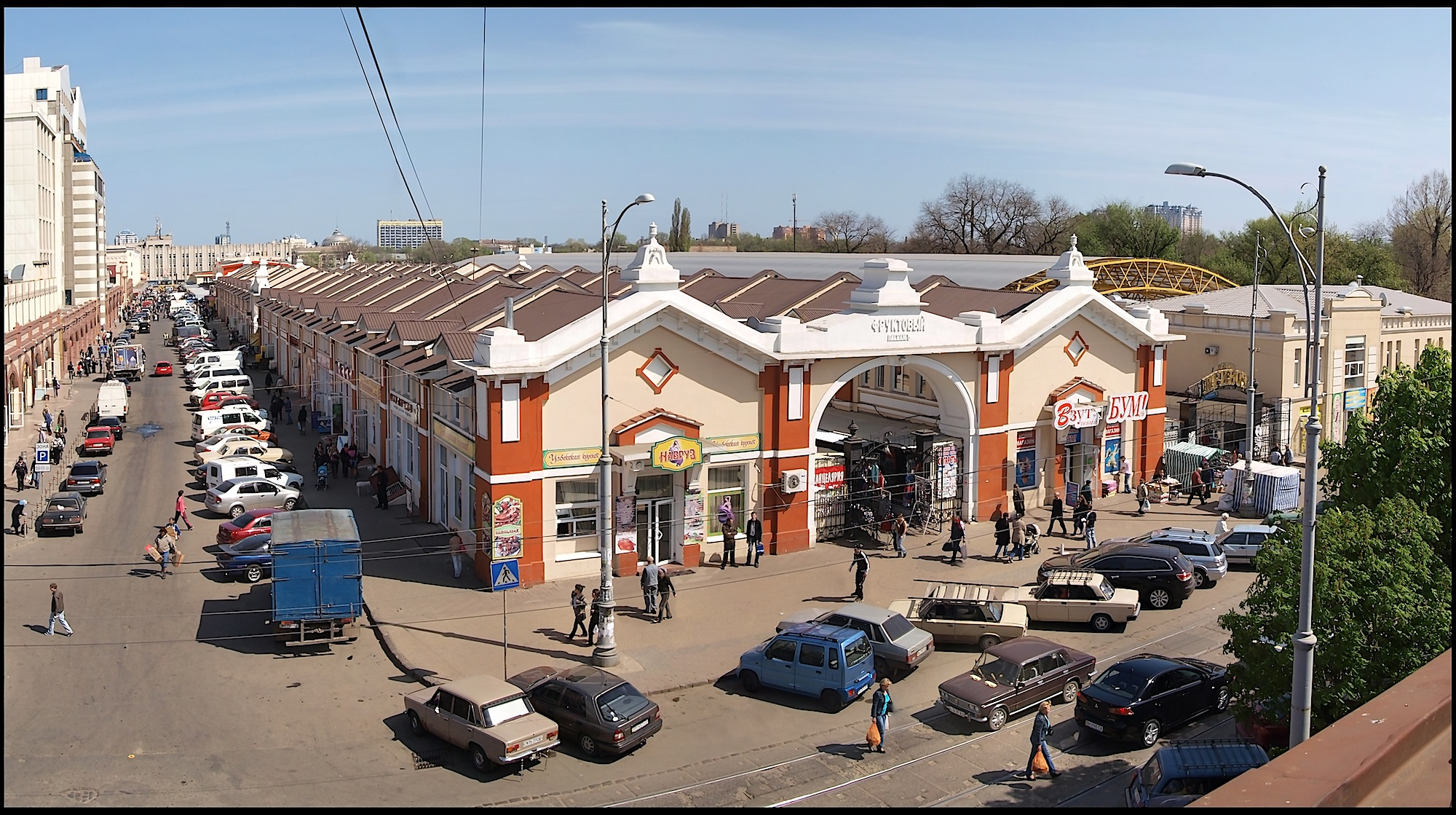
Ринок «Привоз»
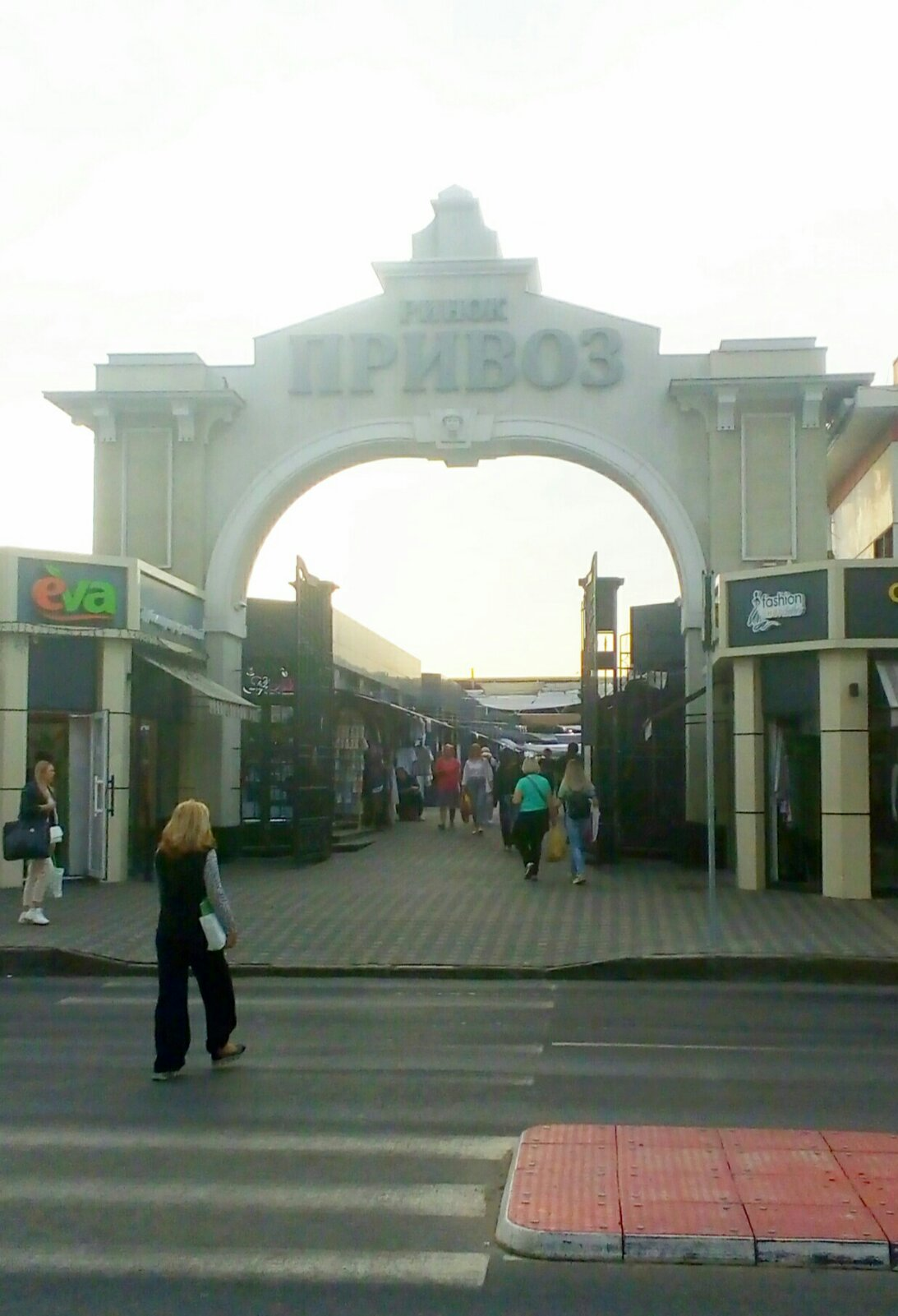
Вхід з вулиці Європейської після реконструкції (2020—2021)

У 2020 році почалася реконструкція Привозу з боку вулиць Новощепний ряд та Катерининської. Біля ринку було відремонтовано дорожнє покриття, вхідні арки, побудовані нові павільйони.
У ніч з 23 на 24 липня 2025 року російські окупанти завдали удару по ринку «Привоз», який є пам'яткою архітектури початку XIX століття

## Галерея

Асортимент ринку «Привоз»
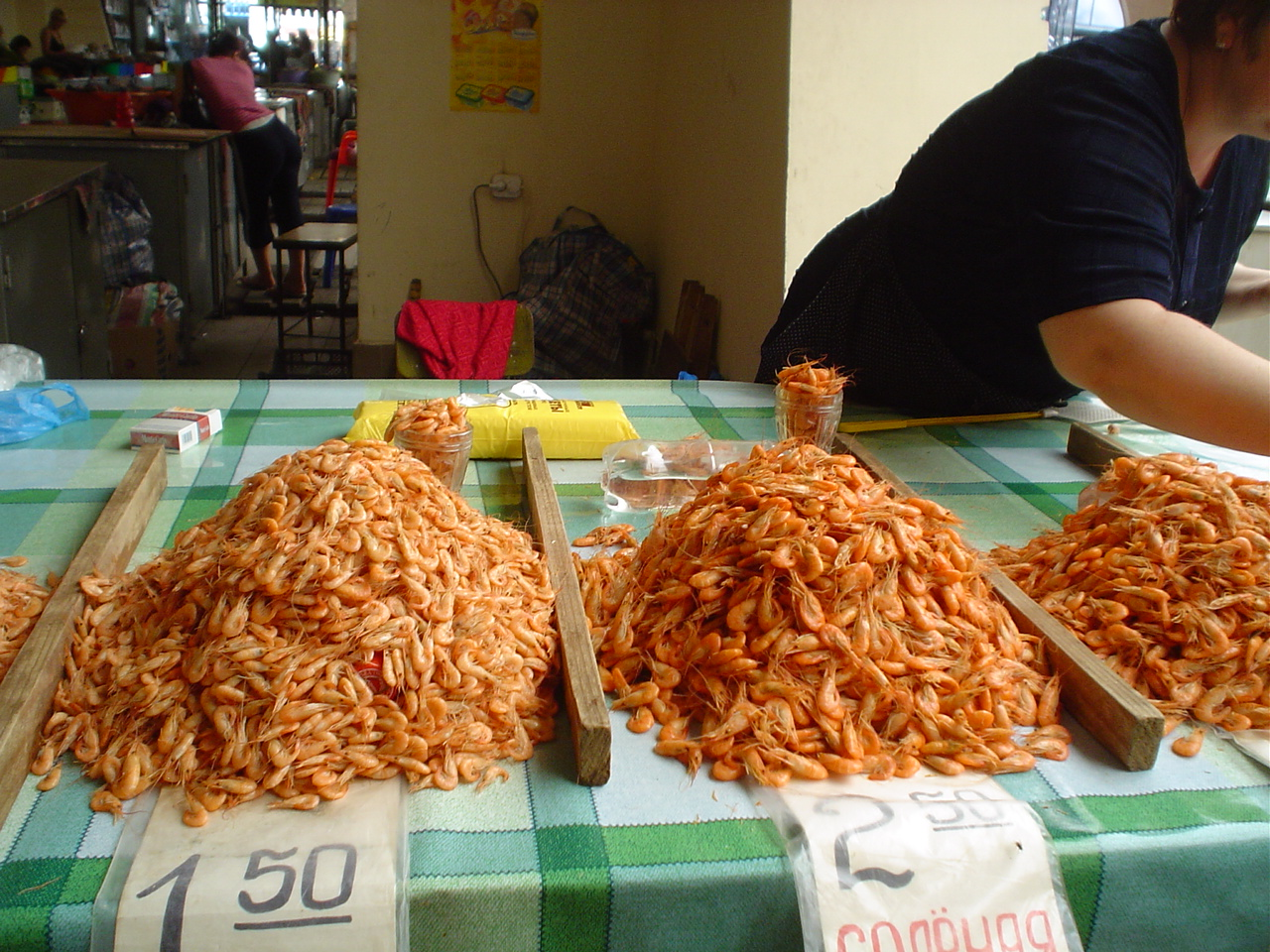
Варені креветки (рачкі)
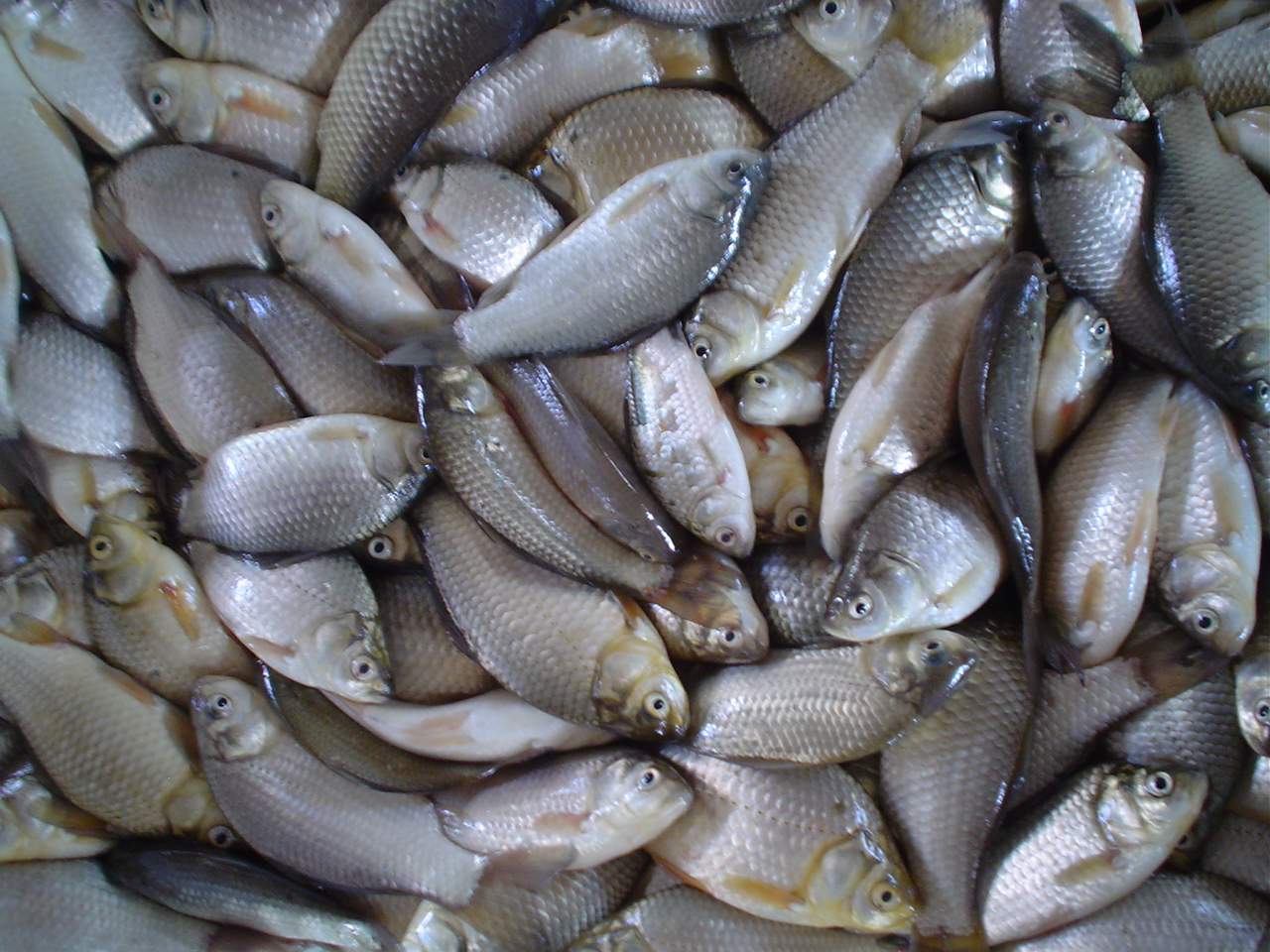
Свіжи карасі
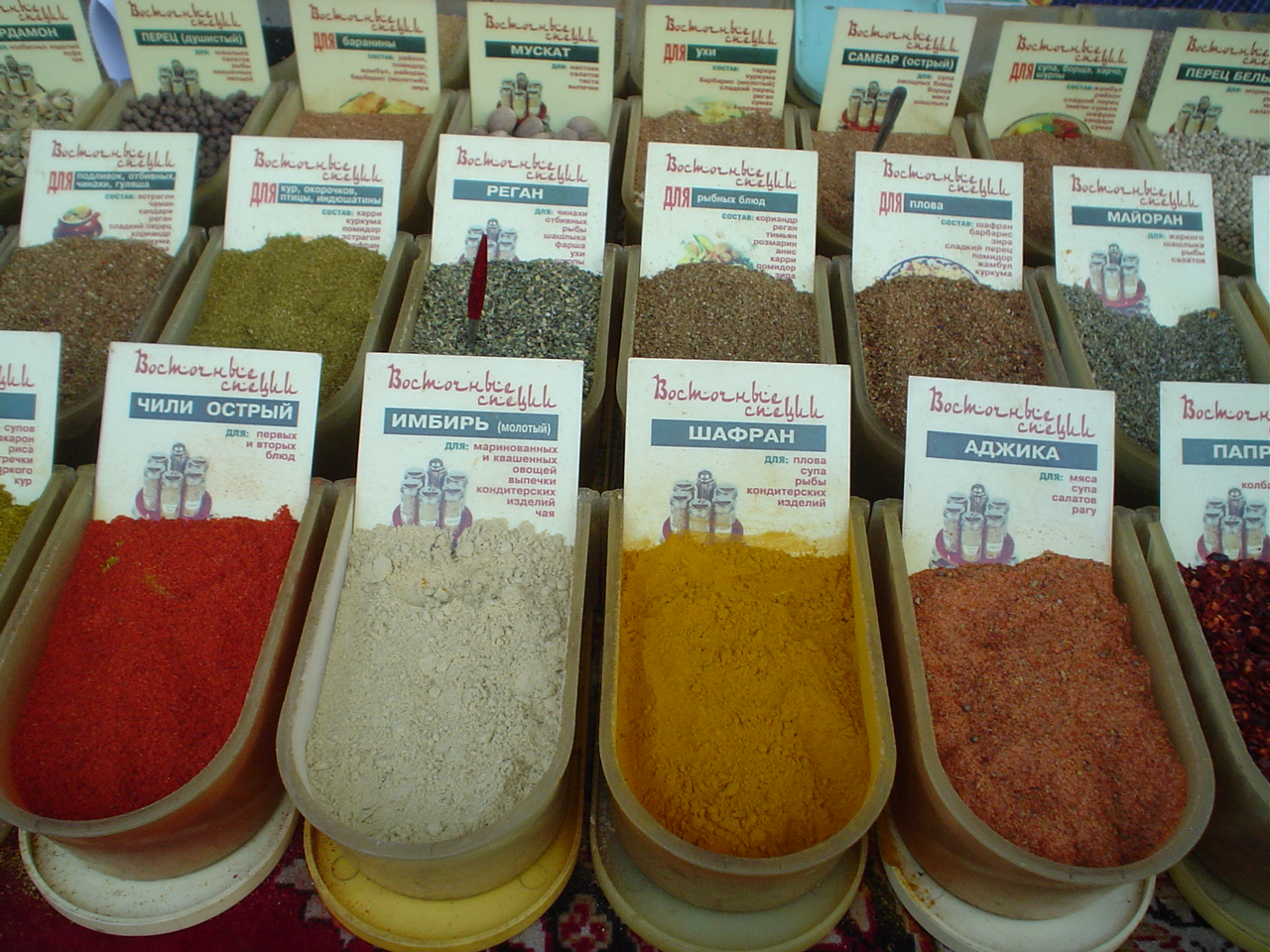
Спеції
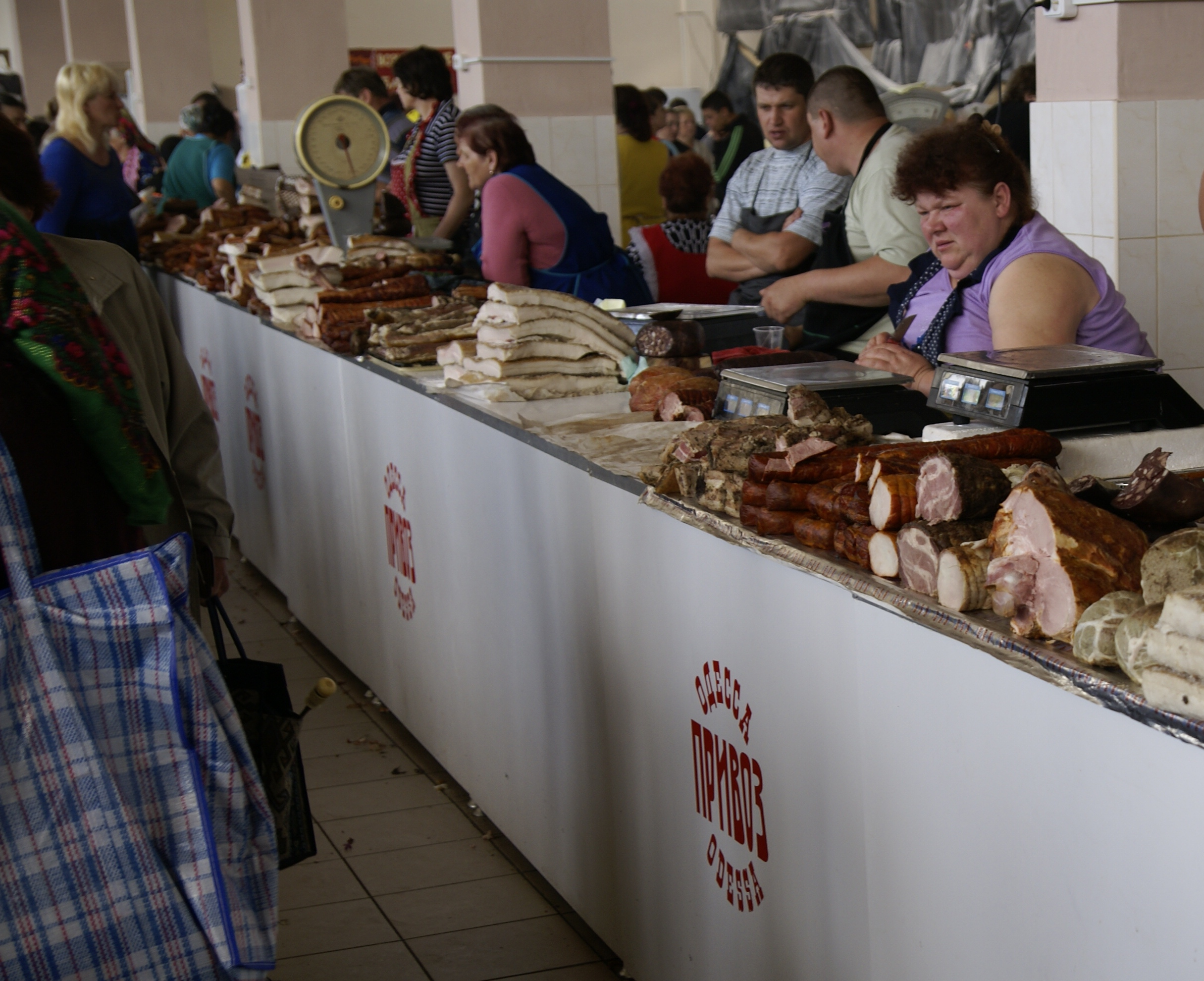
М'ясо-молочний ряд
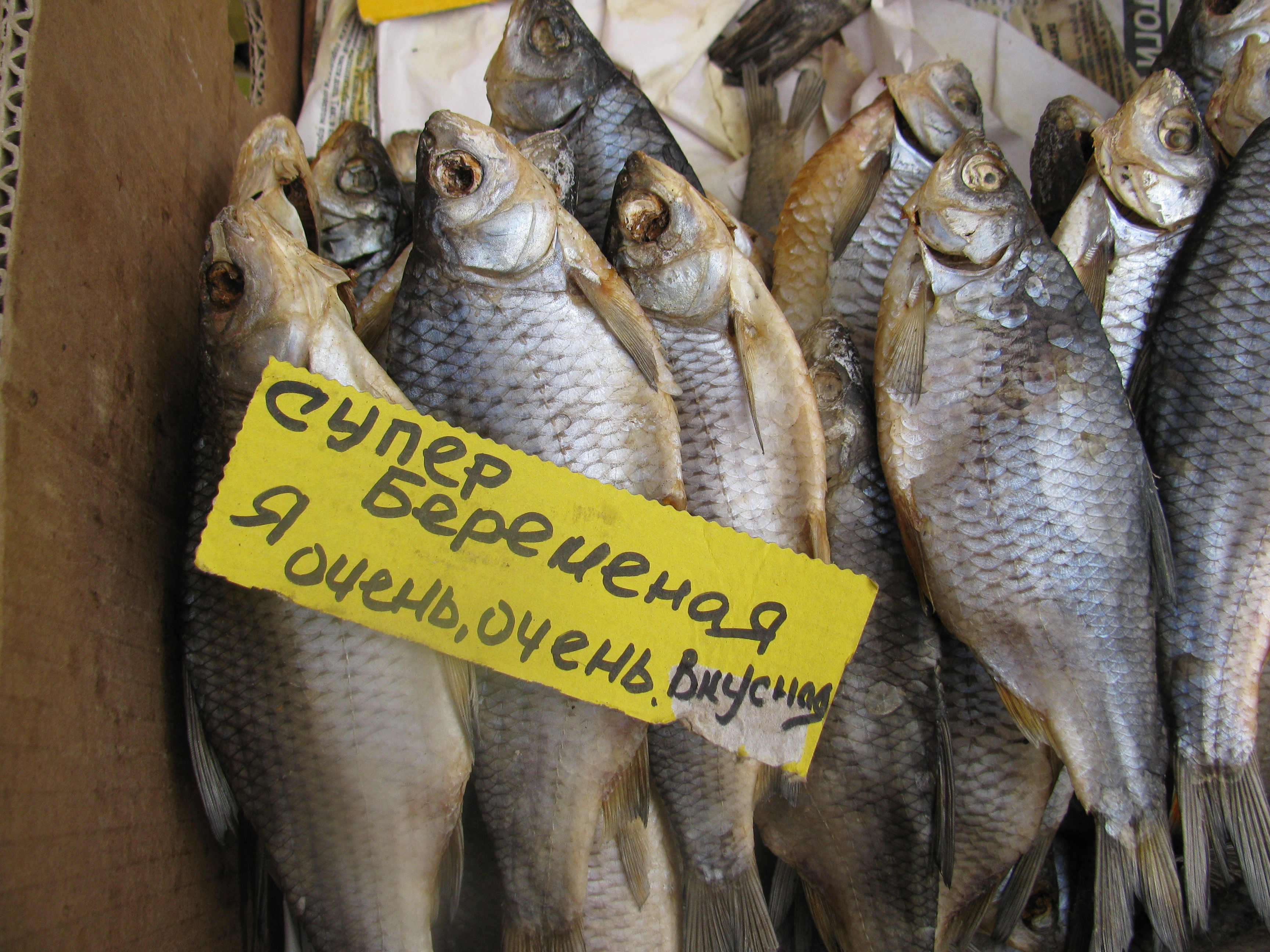
Таранька
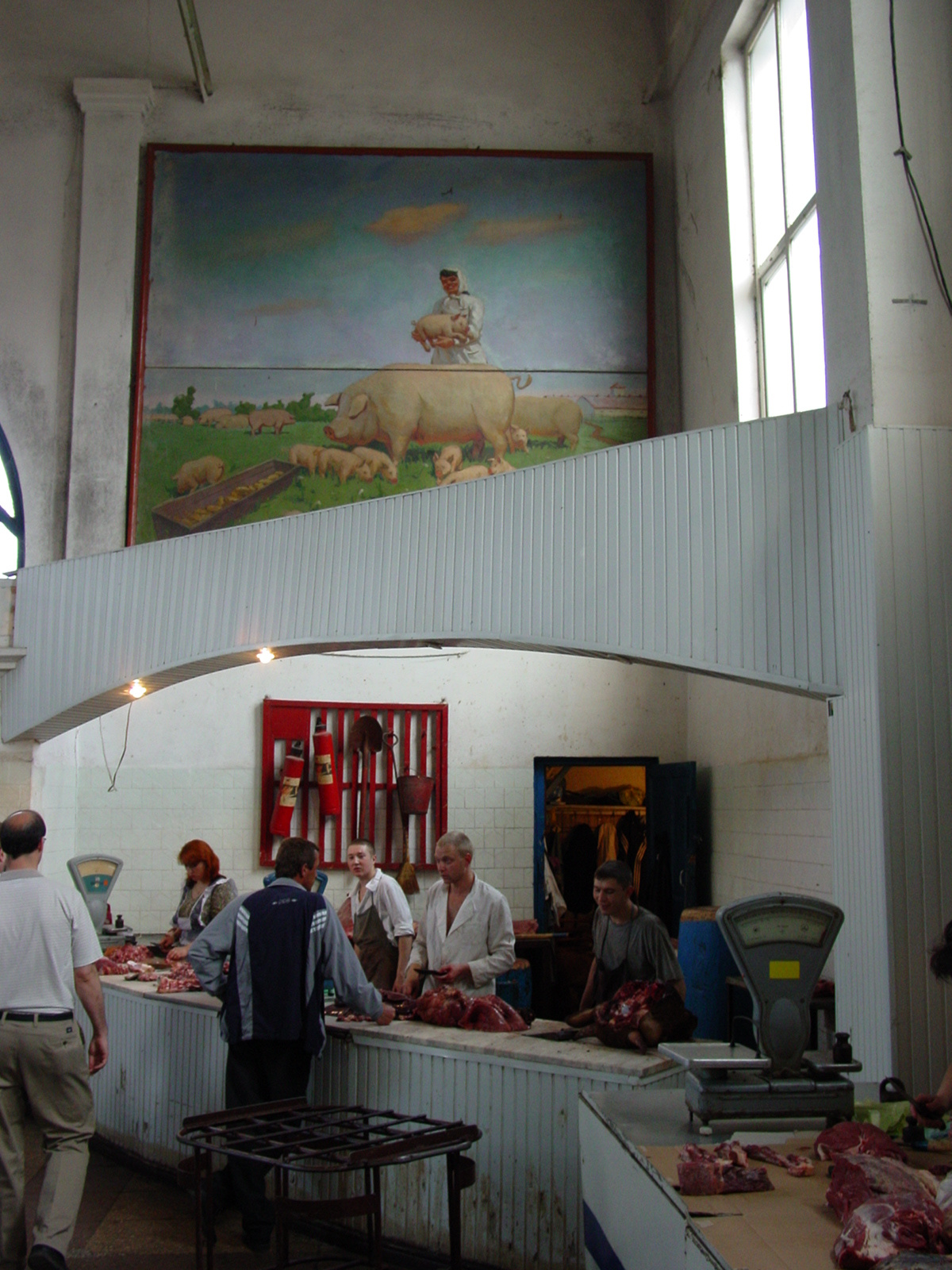
М'ясний ряд
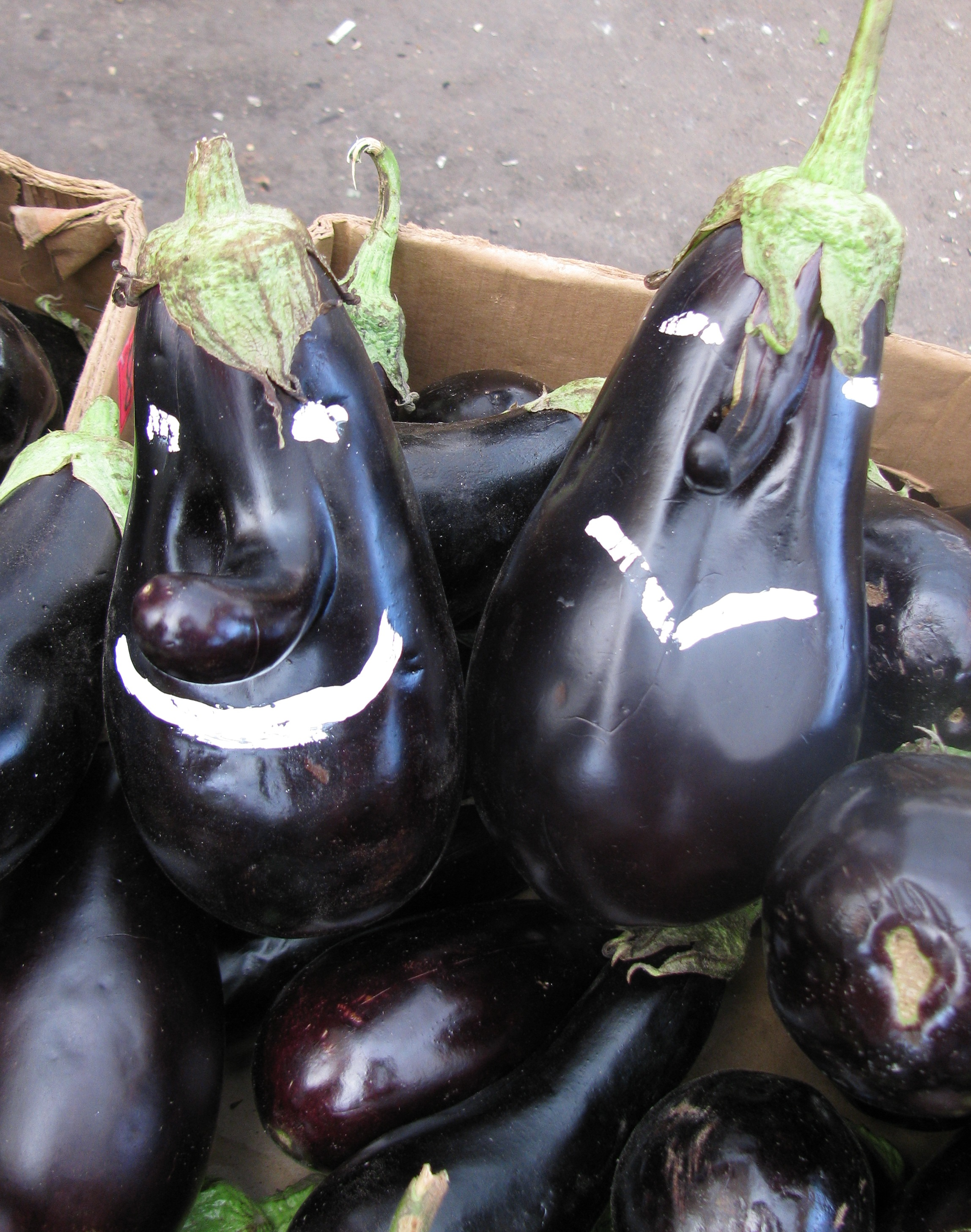
Баклажани